# Läskvattnet
Läskvattnet är en sjö i Krokoms kommun i Jämtland och ingår i Indalsälvens huvudavrinningsområde. Sjön har en area på 0,146 kvadratkilometer och ligger 531,2 meter över havet.

## Delavrinningsområde
Läskvattnet ingår i det delavrinningsområde (709478-144495) som SMHI kallar för Utloppet av Läskvattnet. Medelhöjden är 662 meter över havet och ytan är 5,75 kvadratkilometer. Det finns inga avrinningsområden uppströms utan avrinningsområdet är högsta punkten. Vattendraget som avvattnar avrinningsområdet har biflödesordning 4, vilket innebär att vattnet flödar genom totalt 4 vattendrag innan det når havet efter 273 kilometer. Avrinningsområdet består mestadels av skog (60 procent), sankmarker (13 procent) och kalfjäll (22 procent). Avrinningsområdet har 0,15 kvadratkilometer vattenytor vilket ger det en sjöprocent på 2,6 procent.